# Gesau
Gesau ist ein Stadtteil der Großen Kreisstadt Glauchau im Landkreis Zwickau in Sachsen. Der Ort wurde am 1. April 1925 eingemeindet. Er gehört heute zum Glauchauer Ortsteil Gesau/Höckendorf/Schönbörnchen, welcher zusammen 2325 Einwohner hat. Gesau trägt den Gemeindeschlüssel 030.

## Geografie

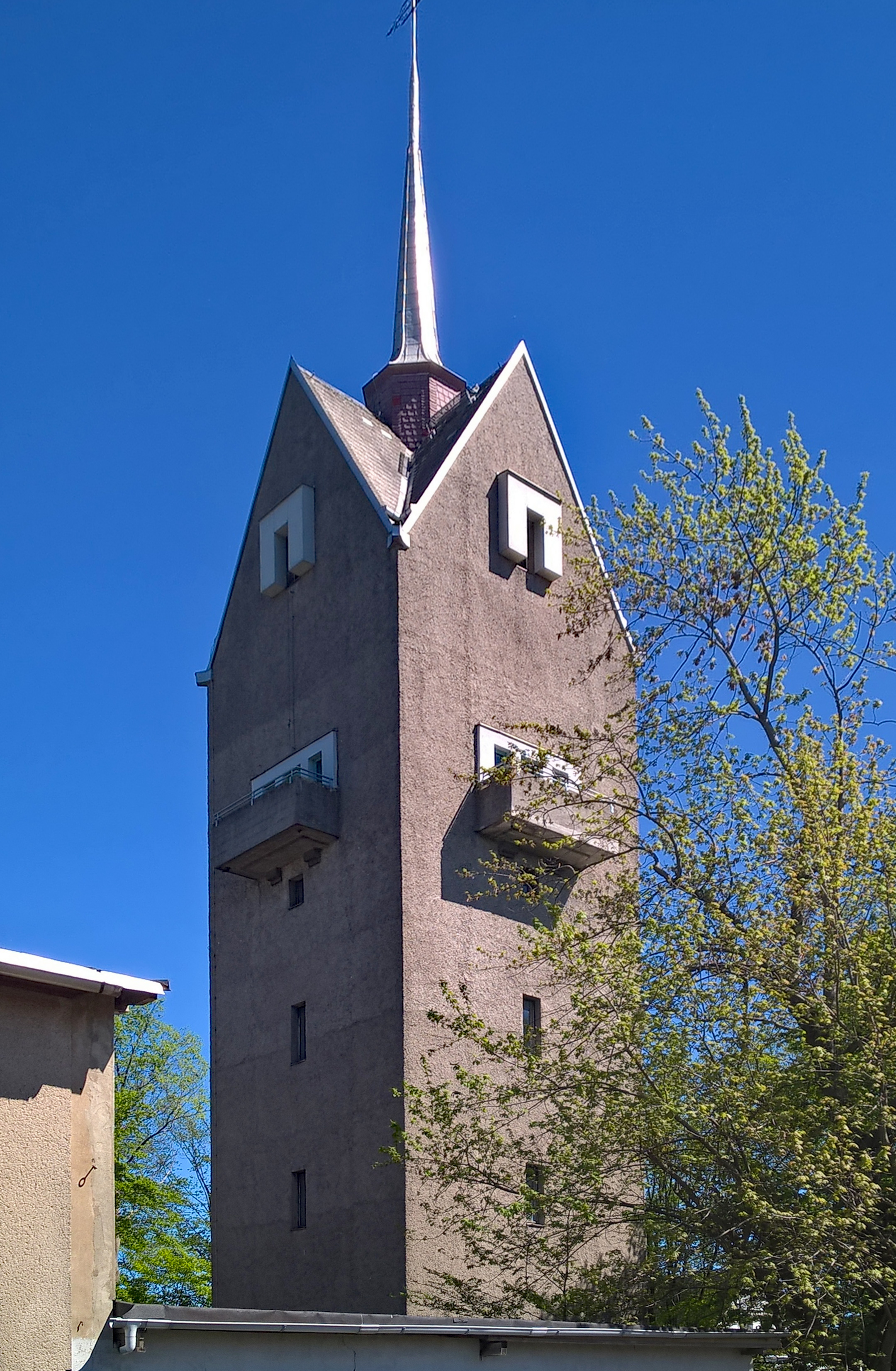
Glauchauer Wasserturm in Gesau

### Geografische Lage und Verkehr
Gesau liegt im Nordwesten der Stadt Glauchau zwischen der Bundesautobahn 4 im Norden und der Bundesstraße 175 im Süden. In direkter Nähe befindet sich die Autobahn-Anschlussstelle „Glauchau-West“. Durch den Stadtteil verläuft die Bahnstrecke Dresden–Werdau ohne Halt. Im Südosten grenzt Gesau an den Umflutkanal der Zwickauer Mulde.

### Nachbarorte
| Höckendorf    | Lipprandis                                  |         |
| Schönbörnchen | Kompassrose, die auf Nachbargemeinden zeigt | Jerisau |
|               | Glauchau                                    |         |

## Geschichte

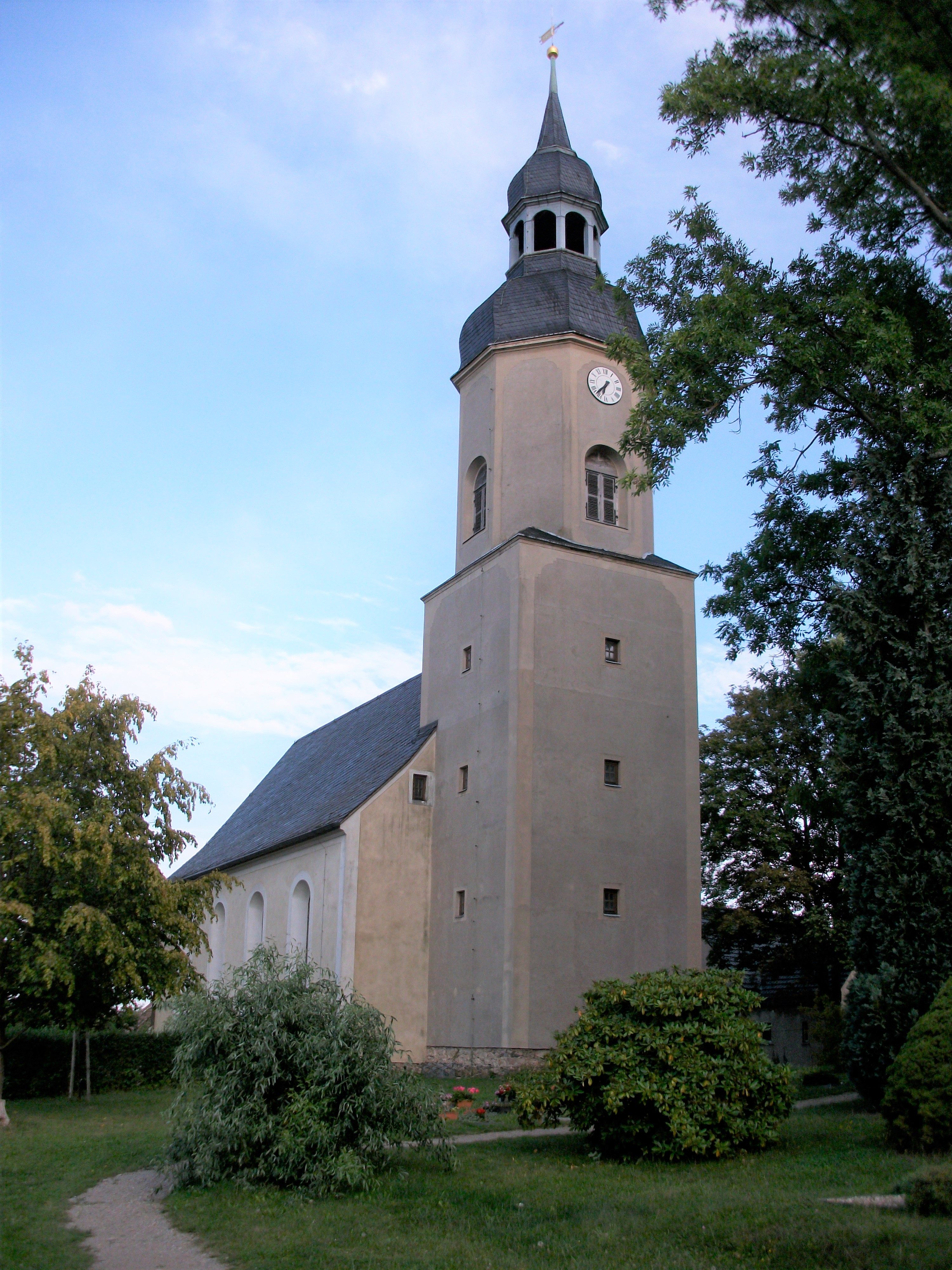
Kirche Gesau

Gesau wurde im Jahr 1361 als „Jesaw“ erwähnt. In die Gesauer Kirche sind neben dem Ort selbst die Nachbarorte Höckendorf und Schönbörnchen eingepfarrt. Bezüglich der Grundherrschaft gehörte der Ort bis 1750 als Amtsdorf zur Herrschaft Glauchau. Seitdem unterstand ein Teil als Amtsdorf der Herrschaft Glauchau, Amt Hinterglauchau, der andere Anteil dem Rittergut Elzenberg in der Herrschaft Glauchau, Amt Forderglauchau. Nachdem auf dem Gebiet der Rezessherrschaften Schönburg im Jahr 1878 eine Verwaltungsreform durchgeführt wurde, kam Gesau im Jahr 1880 zur neu gegründeten sächsischen Amtshauptmannschaft Glauchau.
Gesau wurde am 1. April 1925 nach Glauchau eingemeindet. Durch die zweite Kreisreform in der DDR kam Gesau als Teil der Stadt Glauchau im Jahr 1952 zum Kreis Glauchau im Bezirk Chemnitz (1953 in Bezirk Karl-Marx-Stadt umbenannt), der im Jahr 1990 als sächsischer Landkreis Glauchau fortgeführt wurde und 1994 im Landkreis Chemnitzer Land bzw. 2008 im Landkreis Zwickau aufging. Gesau gehört heute zum Ortsteil Gesau / Höckendorf/Schönbörnchen der Großen Kreisstadt Glauchau.

## Sehenswürdigkeiten

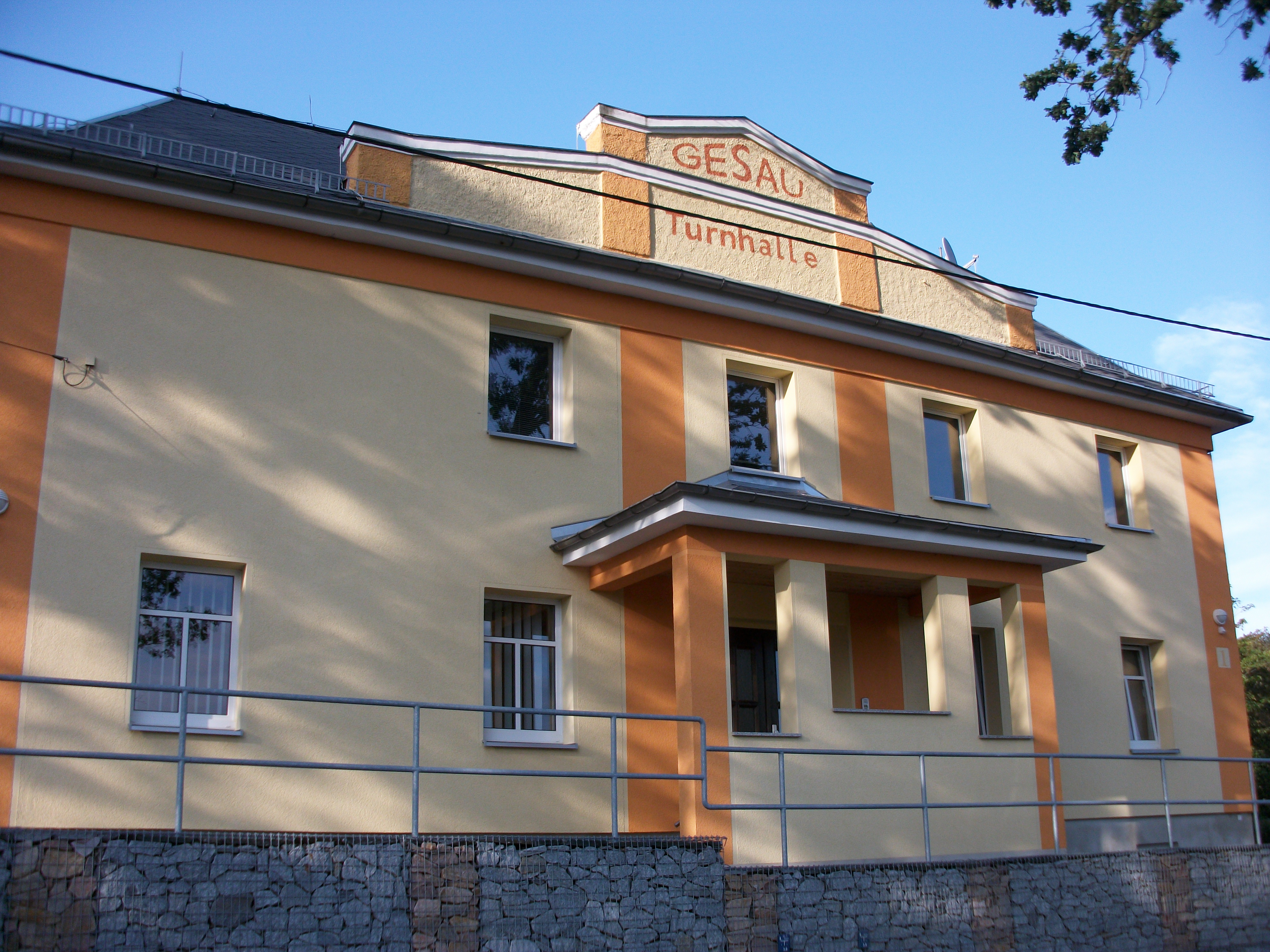
Turnhalle Gesau

- Kirche Gesau
- Wasserturm Gesau
- Turnhalle Gesau

## Bildung
In Gesau befand sich die Wilhelm-Stolle-Schule. Im Jahr 2018 zog in das ca. 15 Jahre leer stehende Gebäude vorübergehend die Grundschule Sachsenalle ein, bis deren Gebäude saniert sind.